# Valentine Bargmann
Valentine "Valya" Bargmann (6 de abril de 1908 – 20 de julio de 1989) fue un matemático y físico teórico germanoestadounidense.
Nacido en Berlín, Alemania, Bargmann estudió allí de 1925 a 1933. Después del Machtergreifung nazi se trasladó a Suiza a la Universidad de Zúrich donde obtuvo su Ph.D. bajo Gregor Wentzel. Emigró a los EE. UU., logrando por poco la aceptación de su pasaporte alemán dado que iba a ser revocado — sólo era válido dos días más.
En el Institute for Advanced Study de la Universidad de Princeton (1937–46)  trabajó como ayudante de Albert Einstein, publicando con él y Peter Bergmann sobre la teoría de Kaluza-Klein clásica en cinco dimensiones (1941). Enseñó en la Universidad de Princeton durante el resto de su carrera.
Fue pionero en el estudio de las representaciones unitarias irreductibles de SL2(R) y del grupo de Lorentz (1947). Formuló las ecuaciones de Bargmann-Wigner, junto a Eugene Wigner (1948), para partículas de espín arbitrario y amplió el trabajo de varios físicos teóricos en los albores de la mecánica cuántica.
Descubrió la ecuación de Bargmann–Michel–Telegdi (1959) que describe la precesión relativista; el límite de Bargmann del número máximo de estados de un potencial (1952) e influyó en la representación holomorfa del espacio de Segal–Bargmann (1961), con el conocido núcleo de Bargmann.
Bargmann fue elegido socio de la Academia americana de Artes y Ciencias en 1968. En 1978  recibió la medalla Wigner, junto con el propio Wigner durante la primera entrega de premios. En 1988  recibió la medalla Max Planck de la Deutsche Physikalische Gesellschaft.
Fue también considerado un pianista con talento.
Murió en Princeton en 1989.